# منى نمر
مُنى نمر، أستاذة علوم كندية من أصل لبناني وباحِثَة علميَّة وتَعمل حالياً كَنائبةً لرئيس مركز الأبحاث في جامعة أوتاوا وَعملت وسابِقاً في جامعة مونتريال.
في السادس والعشرين من شهر أيلول عام 2017، أعلن رئيس الوزراء الكندي جستن ترودو عن اختيار نمر ككبيرة مستشاري العلوم.

## حياتها المبكرة
ولدت منى نمر في بيروت عام 1957، وهناك، خُلق معها عشقها للكيمياء. فعندما كانت في السابعة عشر من عمرها، نجحت مع مجموعة من زميلاتها في خلق نزعة علمية في مدرستها المخصصة للفتيات.
اضطرت نمر إلى مغادرة لبنان إثر اندلاع الحرب الأهلية ، وهاجرت مع عائلتها إلى كانساس في الولايات المتحدة الأميركية، وحصلت هناك على شهادة بكالوريوس في الكيمياء عام 1977 من جامعة وتشيتا الحكومية. وفي صيف عام 1977، زارت نمر مدينة مونتريال الكندية مع مجموعة من الأصدقاء، حيث أقنعها هؤلاء بإكمال دراستها في هذه المدينة. وفي عام 1982، حصلت نمر على شهادة دكتوراه في الكيمياء العضوحيوية من جامعة مكغيل McGill University.

## مسيرتها المهنية
ركزت أبحاث نمر على تكوين وعمل القلب، وتحديداً فهم الآلية الجزيئية المسؤولة عن تثبيت التعبير الوراثي للنسج القلبية. وأشهر أعمال نمر هو عزل الجينات التي تنظم تضخم البطين، أي ارتفاع سمك جدران البطين. كما ساهم عملها في تطوير الاختبارات والفحوصات الطبية التي تُستخدم للكشف عن الفشل القلبي، والعيوب الخلقية القلبية الوراثية.
نشرت نمر أكثر من 150 مقالة بحثية علمية حتى اليوم، تحوي أكثر من 10 آلاف مصدر موثوق. كما درّبت أكثر من 100 طالب من كندا وأجزاء أخرى من العالم. وكاعتراف لمجهودها وإنجازاتها العلمية، تلقت نمر عدداً من الجوائز والأوسمة الفخرية، كما أصبحت زميلة للجمعية الملكية الكندية في عام 2001، وعضواً في وسام كندا عام 2014.
شغلت نمر منصب نائب رئيس الأبحاث في جامعة أوتاوا من عام 2006 حتى عام 2017، كما شغلت منصب رئيسة وحدة أبحاث الإنماء القلبي في معهد الأبحاث السريرية في مونتريال (أو IRCM).
وفي عام 2017، وبعد عملية اختيار، تقلدت نمر منصب كبير مستشاري العلوم لـ 3 أعوام. وهو منصب تم إلغاؤه سابقاً في عام 2008 على يد الحكومة السابقة التي ترأسها ستيفن هاربر. وبعد تقلدها هذا المنصب، تسلمت نمر ميزانية قدرها مليوني دولار، وأصبحت مسؤولة عن توفير وإعطاء نصائح علمية نزيهة ومجردة لرئيس الوزراء الكندي (جستن ترودو) ووزيرة العلوم (كريستي دنكن)، وعليها ضمان وصول الأبحاث العلمية الحكومية إلى العامة، وقدرة العلماء على التحدث والتعبير عن أفكارهم بحريّة، وعليها أيضاً ترويج الأبحاث العلمية الكندية على الصعيدين الوطني والدولي.
وبعد مرور 100 يومٍ على تقلدها منصب كبيرة مستشاري العلوم، طرحت نمر رسالة توضح فيها خطط إدارتها لعام 2018، والتي تضمنت إنماء وتطوير سياسات وإرشادات النزاهة العلمية، واقتراح إرشادات وتعليمات تضمن فيها للعلماء حرية التعبير عن أبحاثهم وتحضير هيكل يسمح للعامة بالوصول إلى الأبحاث العلمية الحكومية.

## أوسمة وجوائز ومناصِب
- 1994 - جائزة مارسيل.[4]
- 2001 - تم تعيينها كَعضوة في الجمعية الملكية.
- 2003 - جائزة ليو-باريزو.
- 2014 - أصبحت عضوة في نقابة كندا.[19]